# فوجتش إنغلمان
فوجتش إنغلمان (بالتشيكية: Vojtěch Englemann)‏ (4 يوليو 1989 بتشيكوسلوفاكيا - ) هو لاعب كرة قدم تشيكي في مركز الهجوم. لعب مع بانيك أوسترافا وبوهيميانز 1905 وFK Dukla Prague ‏.

## وصلات خارجية
- فوجتش إنغلمان على موقع قاعدة بيانات كرة القدم.إي يو (الإنجليزية)
- فوجتش إنغلمان على موقع Soccerway.com (الإنجليزية)